# 美鳥的日記
《美鳥的日記》是井上和郎的日本漫畫作品。連載於小學館《週刊少年Sunday》2002年42號到2004年34號。單行本全8卷。2004年改編為電視動畫播放。全13集，2005年台灣曾在緯來電視網播放中文配音版。

## 故事簡介
澤村正治是個號稱擁有「惡魔的右手」的男人，在學校常常是打架鬧事，又有「狂犬」的稱呼。雖然是常常打架鬧事，但內心卻極度渴望能與異性交往。因此曾經向無數的女孩告白過，但都被很乾脆的拒絕了。直到某一天，在經過無數次的告白失敗後，正治回到家裏休息時，卻發現自己的右手，變成了個女孩子的模樣。
女孩子自稱春日野美鳥，三年來一直暗戀正治，但對自己變成正治的右手大惑不解。正治為了查根究柢，探訪美鳥的家，卻發現美鳥的本體正在昏迷中。即使美鳥的家眷憂心耽耽，他們對美鳥的「病」亦一籌莫展。而正治暫時也沒有辦法讓美鳥回到本體，只好讓美鳥跟著自己。
因為右手不便，正治不能打架，偏偏正治在校內校外都是名人，過去的聲名招惹不少麻煩。為了遷就和掩飾美鳥的存在，正治和美鳥遇上不少難題。
朝夕相處下，口硬心軟的正治，漸漸接受了美鳥，美鳥也愈來愈喜歡正治，二人愈加合拍了。此時，美鳥的青梅竹馬真行寺耕太，正為了昏迷不醒的美鳥而擔憂。他以為找上美鳥的傾慕對象正治，也許可以找到一點方法。誰知卻被正治的硬漢魅力吸引，更得悉美鳥化成正治的右手！
美鳥終於發覺到自己不能永遠待在正治的右手上，亦發現甦醒後記憶盡失的事實。她忍痛下作出決定。最後一天，美鳥與正治玩得興高采烈，而美鳥向正治表示她要離開，回到自己的本體，要以真正的自己與正治見面。正治大驚，懇求美鳥留下……
正治在美鳥離開後，才明白美鳥對自己來說多麼重要。美鳥醒來後，若有所思卻又想不起任何事，直至耕太提醒她，正治近在咫尺。美鳥趕緊出門，終於以真人之姿與正治碰面……

## 登場角色

### 主要角色
- 澤村正治（沢村 正治（さわむら せいじ））（配音員：谷山紀章（日本）；李景唐 （台灣）／幼年時期：齋藤千和（日本））

十七歲高中生，就讀於櫻田門高中二年級。平常在校總被視為不良分子、問題學生。其實心地善良害羞。雖然打架技術一流，卻不愛惹是生非。為人口硬心軟，也會抱著俠義心腸去幫助其他人。從沒有成功地向女孩子告白，戀愛經驗貧乏。對美鳥的態度有點粗魯，但總會不知不覺地保護美鳥。
- 春日野美鳥（春日野 美鳥（かすがの みどり））（配音員：中原麻衣（日本）；林美秀（台灣））

小倉橋高中一年級學生。獨生女，家境富裕，精於烹飪和家務。三年前開始暗戀正治，苦無勇氣作出告白。本體昏迷當中，但卻附身於正治的右手。成為右手後，美鳥積極討好和照顧正治的起居飲食。雖然個性內向，美鳥也會為正治的閱讀A書的嗜好和旺盛的桃花運而吃醋，甚至發火。而且身上穿著有「I ♥ SEIJI」字樣的衣服
- 綾瀨貴子（綾瀬 貴子（あやせ たかこ））（配音員：高木禮子（日本）；雷碧文（台灣））

正治班上的班長，容易陷入胡思亂想的狀態，平日對正治的不良行徑感到討厭。在一次事件之中，對他有了好感。千方百計向正治示愛，每次也焦頭爛額的失敗收場。
- 真行寺耕太（真行寺 耕太（しんぎょうじ こうた））（配音員：釘宮理惠（日本）；李明幸（台灣））

美鳥的青梅竹馬。雖然從未表示過，不過卻一直對美鳥有著相當的好感。（漫畫版中，耕太頭腦簡單，貌似女孩子，經常被不良少女團易裝作弄。對正治產生了介乎崇拜和傾慕之間奇怪感情）在動畫第11集知道美鳥的真實身分。
- 高見澤修一（高見沢 修一（たかみざわ しゅういち））（配音員：上田祐司（日本）；林谷珍（台灣））

正治班上的同學之一。超級御宅族，存在感薄弱，喜歡玩偶。少數得悉美鳥變成正治右手的人。
- 澤村凜（配音員：湯屋敦子（日本）；李明幸（台灣）／幼年時期：高橋美佳子（日本））

正治的姊姊。狂放不羈，似乎是某大飆車幫派的大姐頭。喜歡喝酒，更樂此不彼地作弄正治。正治的一身打架技術由她所授。少數得悉美鳥變成正治右手的人。
- 月島栞（月島 栞（つきしま しおり））（配音員：田村由香里（日本）；雷碧文（台灣））

小學生，正治的鄰居。曾目睹正治打架的英姿，視正治為男友對象。因父親再婚，一度排斥繼母，但之後與繼母的關係漸漸的好了起來。
- 宮原修（宮原 オサム（みやはら おさむ））（配音員：野島裕史（日本）；梁興昌（台灣））

正治的學弟，十分尊敬正治。經常被不良分子捉走，往往要正治出手相助。
- 春日野遙（春日野 遥（かすがの はるか））（配音員：大原沙耶香（日本））

美鳥的母親。為求令美鳥早日甦醒，不惜到處找尋奇人異士，協助美鳥回魂。
- 管家（配音員：土屋利秀（日本））
- 塚本牧繪（塚本 牧絵（つかもと まきえ））（配音員：大本眞基子（日本））

春日野家的女傭，對美鳥忠心耿耿。美鳥的烹飪和女紅技術，由她親自教授。
- 岩崎紅子（岩崎 紅子（いわさき べにこ））（配音員：桑谷夏子（日本））

美鳥的同校同學。欣賞美鳥虛心求教的態度，對美鳥缺席感到憂心。
- 瀧口由真（滝口 由真（たきぐち ゆま））（配音員：小林沙苗（日本）；雷碧文（台灣））

春原女子高中的學生。外貌嬌小可愛，看似有点迷糊，酷似里動畫人物「遊星少女宇宙瑪琳」，因此高見澤曾一度迷戀她。但原來她擁有雙重性格，里人格相当凶狠，連正治也被她嚇倒。
- 遊星少女宇宙瑪琳

高見澤迷戀的里動畫人物。
- 西田剛

正治的體育老師，一腔「惡意」熱血。經常對正治呼呼喝喝。

### 其他角色
- 露西‧溫拉特（ルーシィ・ウィンラッド）

從美國來的交換生，個性豪放，對正治一見鍾情，但對宮原的傾慕視若無睹。綾瀨一度視她為勁敵。
- 槙葉奈緒（槙葉奈緒（まきのは なお））

天才無口（日文，指不愛說話）少女，澤村的同班同學，體力驚人。對澤村右手上的美鳥非常感興趣。
- 槙葉史郎（槙葉史郎（まきのは しろう））

槙葉奈緒的父親，是個瘋狂科學家，只想把美鳥從澤村右手分離下來作研究。
- 向阪久（向坂久（さきさか　ひさし））

凜的男友，自稱寶藏獵人。喜歡到世界各地找尋珍貴寶物。
- 貓部美紅（猫部美紅（ねこべ みく））

喜歡耕太的不良少女。愛強迫耕太打扮成蘿莉塔。
- 鎌木梨奈（鎌木梨奈（かまき りな））

櫻田門高中的學生會會長。目睹正治打架而暗生傾慕。希望正治代替自己成為櫻田門高中的幕後支配者。
- 鈴香

鎌木梨奈的保鑣，忠心耿耿。傾慕鎌木梨奈。
- 神元泉

實習老師。以為中學的生態環境，跟電視劇誇張表達的劇情一模一樣。愛小事化大，結果令學生對她避之則吉。
- 鮫島葵(父)（鮫島葵（さめじま あおい））

空手道場代師傅。生得一張娃娃臉，實際上已經38歲。門生們全因為迷戀他的外貌而加入道場。
- 鮫島哲夫(子)（鮫島哲夫（さめじま てつお））

葵的兒子，空手道場師範代。生得粗獷老成，其實只得17歲。對父親和門生們的胡鬧行為極度苦惱。
- 淺野雪菜（浅野ゆきな（あさの-））

正治的小學同學、初戀對象。後來搬家而與正治失去聯絡。沉迷繪畫同人誌漫畫，以筆下男主角為戀慕對象。
- 森山牛奶（森山みるく（もりやま- ））

AV女優，正治和宮原的A片偶像。

### 动画原創角色
- 治五郎（ジゴロウ）（配音員：上田祐司（日本））

動畫版原創角色。經常在正治屋外徘徊的肥貓。不時向四周的貓女示愛，每次也不成功。與正治可謂同病相憐。經常被正治等人撞得滿身傷勢。后来是一次意外救下一只母猫而成功相恋。

## 出版書籍
| 冊數 | 小學館         | 小學館             | 東立出版社     | 東立出版社         |
| 冊數 | 發售日期       | ISBN               | 發售日期       | ISBN               |
| ---- | -------------- | ------------------ | -------------- | ------------------ |
| 1    | 2003年1月18日  | ISBN 4-09-126651-7 | 2003年8月27日  | ISBN 9-86-112719-4 |
| 2    | 2003年4月18日  | ISBN 4-09-126652-5 | 2003年8月27日  | ISBN 9-86-112720-8 |
| 3    | 2003年7月18日  | ISBN 4-09-126653-3 | 2003年10月13日 | ISBN 9-86-113261-9 |
| 4    | 2003年10月18日 | ISBN 4-09-126654-1 | 2004年6月24日  | ISBN 9-86-113809-9 |
| 5    | 2004年3月18日  | ISBN 4-09-126655-X | 2004年6月24日  | ISBN 9-86-113810-2 |
| 6    | 2004年4月17日  | ISBN 4-09-126656-8 | 2004年9月3日   | ISBN 9-86-114984-8 |
| 7    | 2004年6月18日  | ISBN 4-09-126657-6 | 2004年11月2日  | ISBN 9-86-115275-X |
| 8    | 2004年10月18日 | ISBN 4-09-126658-4 | 2005年1月21日  | ISBN 9-86-115443-4 |

- 日本第8冊特別限定版（同日發售、ISBN 4-09-159024-1）付贈美鳥手偶。

## 電視動畫

### 工作人員
- 原作：井上和郎（小学館「週刊少年Sunday」發行）
- 監督：小林常夫
- 角色設計：楠本祐子
- 次設計：森山雄治、佐光幸惠、宇佐美皓一、三好和也、杉藤さゆり、井上敦子
- 動畫：松坂定俊
- 美術監督：東潤一
- 色彩設計：佐藤祐子
- 攝影監督：松本敦穂
- 編集：森田清次
- 音樂：平野義久
- 音樂製作公司：Lantis
- 音響監督：菊田浩巳
- 動畫製作：松井将司
- 動畫製作公司：Studio Pierrot
- 製作：小学館、萬代影視、東宝、ぴえろ

### 主題曲
片頭曲『センチメンタル』（第1～12话OP，第13话ED）
作詞・作曲：rino / 編曲：鈴木雅也 / 歌：CooRie
片尾曲『もう少し…もう少し…』（第1-12話ED）
作詞・作曲・歌：渥美佐織、編曲：寺島良一
插入曲『小さな手紙』（第7話）
作詞・作曲：rino / 編曲：大久保薫 / 歌：CooRie
插入曲『一雫』(第8話)
作詞・作曲：rino / 編曲：大久保薫 / 歌：中原麻衣

### 各話列表
| 集數    | 日文標題 | 中文標題        | 劇本       | 分鏡         | 演出               | 作畫監督                 |
| ------- | -------- | --------------- | ---------- | ------------ | ------------------ | ------------------------ |
| DAYS 01 |          | 右手的戀人      | 世田八智   | 小林常夫     | 須間雅人           | 田中比呂人               |
| DAYS 02 |          | 兩人的想法      | 佐藤卓哉   | サトウシンジ | サトウシンジ       | 窪詔之                   |
| DAYS 03 |          | 發現的日子      | 池田真美子 | 鴫野彰       | 新倉つばさ         | 小林理                   |
| DAYS 04 |          | 秘密的曝光!?!?  | 阪口和久   | よしざね桜   | 鎌倉由實           | 本橋秀之・中島里恵       |
| DAYS 05 |          | 愛的力量        | 阪口和久   | 鴫野彰       | わたなべぢゅんいち | 窪詔之                   |
| DAYS 06 |          | 栞的熱戀大作戰! | 佐藤卓哉   | サトウシンジ | サトウシンジ       | 猫野那智子               |
| DAYS 07 |          | 首次的約會      | 川端信也   | 潮乱太       | 中村賢太朗         | 芝田努                   |
| DAYS 08 |          | 右手的正治      | 池田真美子 | 宮崎なぎさ   | 林有紀             | 本橋秀之・中島里恵       |
| DAYS 09 |          | 高見澤日記      | 阪口和久   | 今千秋       | 今千秋             | 芝美奈子・小森篤・窪詔之 |
| DAYS 10 |          | 內心的距離      | 佐藤卓哉   | 榎本明廣     | 秋田谷典昭         | 江上夏樹                 |
| DAYS 11 |          | 命運的重逢      | 池田真美子 | よしざね桜   | よしざね桜         | 小林理                   |
| DAYS 12 |          | 突然的別離      | 池田真美子 | 佐藤卓哉     | 林有紀             | 本橋秀之・中島里恵       |
| DAYS 13 |          | 兩人的日子      | 池田真美子 | 小林常夫     | 須間雅人           | 楠本祐子・芝美奈子       |

### 播放电视台
日本深夜動畫：下文記載的日本国内播放時間使用日本標準時間（UTC+9）表示。因為部分時間标识會採用30小时制，因此請留意这类超过24:00的时间，其實際播放時間為翌日清晨。
| 播放地区 | 播放电视台 | 播放日期               | 播放时间                       | 播放区域划分 |
| -------- | ---------- | ---------------------- | ------------------------------ | ------------ |
| 神奈川県 | TVK        | 2004年4月3日 - 6月26日 | 星期六 24時30分 - 25時00分     | UHF系        |
| 千葉県   | 千叶电视台 | 2004年4月4日 - 6月27日 | 星期日 23時30分 - 24時00分     | UHF系        |
| 埼玉県   | 埼玉电视台 | 2004年4月4日 - 6月27日 | 星期日 24時35分 - 25時05分     | UHF系        |
| 京都府   | KBS京都    | 2004年4月4日 - 6月27日 | 星期日 25時15分 - 25時45分     | UHF系        |
| 兵庫県   | SUN电视台  | 2004年4月6日 - 6月29日 | 星期二 24時00分 - 24時30分     | UHF系        |
| 愛知県   | 愛知电视台 | 2004年4月6日 - 6月29日 | 星期二 26時28分 - 26時58分     | TXN系        |
| 日本全国 | ANIMAX     | 2004年5月9日 - 8月8日  | 星期日 23時30分 - 24時00分     | 卫星广播     |
| 東京都   | TOKYO MX   | 2007年5月14日 - 8月6日 | 星期一 18時30分 - 19時00分     | UHF系        |
| 日本全国 | AT-X       | 2011年3月17日 - 6月9日 | 星期四 8時00分 - 8時30分，重播 | 卫星广播     |

### 動畫和原作漫畫差異
- 漫畫版中，正治十分喜歡性格演員愛川翔。作者井上和郎本身也十分喜歡演員哀川翔，並以此為藍本。
- 漫畫版的美鳥變成右手後，性格變得活潑好動，和她本來的性格完全不一樣。但動畫版的美鳥則比較溫柔害羞，與原來的人格相似。
- 漫畫版中並無設定故事發生的地點。動畫版監督小林常夫以自己小時候居住的湘南地區 (位於神奈川縣) 為故事背景，並展現了湘南特有的單軌高架鐵路。
- 動畫將漫畫中的情節去蕪求菁，效果大同小異。又加上很多創新有趣的表達手法，如以「高寶株式會社」(模仿電影公司東寶株式會社) 為開首的幻想影片片段，表現正治對高見澤迷戀美鳥(自己的右手)的恐懼。
- 在結局安排上，與漫畫原著略有出入。漫畫中鋪排很多有關美鳥和正治交心的情節，綾瀨亦主動向正治表白，正治卻認定美鳥才是自己的女朋友。完結前一回，美鳥明確地向正治表白後消失。動畫版本中，美鳥直接在未知會正治的情況下，不知不覺地消失，之後綾瀨向正治示愛，並遭到拒絕。美鳥主動找回正治，沒有依賴原著中耕太的指引。動畫版與漫畫版效果其實大同小異，但動畫版中的結尾較簡短。
- 動畫第八話"右手的正治"中，美鳥與正治互相夢見位置交換，變成"正治在美鳥右手上"的橋段，在漫畫中完全沒有出現過，為動畫版專屬橋段之一。

## CD
- 2004年1月21日Lantis發售廣播劇CD。
- 2004年6月23日Lantis發售發售動畫原聲帶。
- 2004年8月4日Lantis發售廣播劇CD。

## 外部連結
- 動畫官方網站（页面存档备份，存于）Pierrot（日語）
- 動畫官方網站 （页面存档备份，存于）緯來綜合台（中文）